# 웨일스 공
웨일스 공(영어: Prince of Wales 프린스 오브 웨일스[*])은 영국(그레이트브리튼 및 북아일랜드 연합왕국)의 왕자에게 주어지는 작위 중 하나로, 웨일스의 군주와 영국의 왕세자를 의미한다. 14세기부터 다음 국왕으로서 왕위를 계승할, 잉글랜드 국왕(나중에는 그레이트브리튼 왕국의 국왕)의 가장 나이가 많은 왕자에게 주어지게 되었다. 
2022년 현재의 웨일스 공은 윌리엄 아서 필립 루이이다.

## 기원
이 칭호는 귀네드 지방의 웨일스인 제후였던 르웰린 압 그루피드가 거의 전 웨일스 지역의 웨일스 인 제후들에게 지배력을 뻗치게 되면서, 1258년, 전 웨일스의 군주임을 의미하는 웨일스 공(프린스 오브 웨일스: 웨일스의 지배자)이라고 스스로 칭한 것에서 시작되었다.
웨일스 제후들의 명목상의 주군이었던 잉글랜드 왕 헨리 3세는 1267년, 르웰린을 웨일스 공으로 승인하면서 이때 웨일스 공국(Principality of Wales)이 성립되었다. 그러나, 헨리 3세의 뒤를 이어 잉글랜드의 왕이 된 에드워드 1세는 르웰린과 대립하면서 1282년부터 1283년에 걸쳐 웨일스를 침공하게 되며, 르웰린을 죽음으로 몰아넣고 그의 동생인 다비드를 처형하면서 웨일스 공 일족을 멸족시켰다.
에드워드 1세는 르웰린이 만든 웨일스 공의 황금 관을 잉글랜드로 가지고 돌아와 웨스트민스터 대성당에 안치하고, 웨일스 공국을 잉글랜드 왕령으로 정하고 귀네드를 비롯한 웨일스 제후령을 모두 빼앗아 웨일스 공국 직할령으로 만들었다. 왕궁 소유지는 귀네드의 카나번(Caernarvon) 성으로 정했고, 1284년에 에드워드 1세의 아들 에드워드(에드워드 2세)가 태어났다.
1301년, 에드워드 1세는 웨일스 인들의 반란을 억누르기 위해 왕자인 에드워드(2세)에게 웨일스 공의 칭호를 내리며 명목상 웨일스의 군주로 삼았다. 처음부터 웨일스 인에게 에드워드 2세를 웨일스 태생의 지배자로서 받아들이게 하기 위해, 임신중이던 왕비를 당시 웨일스 침공의 전선기지였던 카나번 성까지 데려가 왕자를 출산시켰던 것이다. 
에드워드 2세의 아들인 에드워드 3세는 왕세자 시절에 웨일즈 공에 서임된적이 없다. 국왕에 즉위한 에드워드 3세는 1343년에 자신의 장남이며 제1왕위계승자인 흑태자 에드워드에게 웨일스 공의 칭호를 내렸다. 그러나 1376년에 흑태자 에드워드가 왕위를 계승하지 못한채 사망하자 웨일스 공의 자리는 같은해 의회에 의해 흑태자의 아들 리처드(에드워드 3세의 손자)에게로 이어지게 되었다. 이후에 잉글랜드의 차기왕위계승자에게 웨일스 공에 오르는 관례가 정착되어 지금까지 이어지고 있다.

## 같이 보기
- 프린스
- 왕세자
- 황태자